# Christiane Vogel
Christiane Vogel (* 27. Juni 1926 in Gleiwitz als Christiane Kremski; † 22. Mai 2006) war eine deutsche Schriftstellerin.

## Leben
Christiane Vogel absolvierte eine kaufmännische Ausbildung. Nach Ende des Zweiten Weltkrieges wurde sie in der Sowjetischen Besatzungszone zur „Neulehrerin“ ausgebildet und wirkte bis 1960 als Lehrerin in Schmölln. Von 1960 bis 1964 leitete sie das dortige Kreiskulturhaus, und von 1964 bis 1974 war sie Abteilungsleiterin Kultur beim Rat der Stadt Schmölln. Ab 1974 lebte sie in Jürgenstorf bei Stavenhagen, wo sie als Sachbearbeiterin für Kultur in einem volkseigenen Gut tätig war.
Christiane Vogel veröffentlichte seit Mitte der 1950er Jahre Kinderbücher; ihre Werke entstanden meist in Zusammenarbeit mit ihrem Ehemann Gerhard Vogel. Daneben entstanden Arbeiten für den Rundfunk. Seit 1960 war Christiane Vogel Mitglied des Schriftstellerverbandes der DDR.

## Werke
- Das Werk des Johannes Hopf, Berlin 1955
- Das Hochzeitsbier und andere Erzählungen, Weimar 1956 (zusammen mit Gerhard Vogel)
- Sumroo, Weimar 1956 (zusammen mit Gerhard Vogel)
- Merten Beilschmidts Flucht, Berlin 1957
- Unternehmen Rotauge, Weimar 1960 (zusammen mit Gerhard Vogel)
- Blase und Bläschen, Weimar 1963 (zusammen mit Gerhard Vogel)
- Hanna und Stenz, Berlin 1965
- Feuer, Wasser, Wolkenbruch, Weimar 1966 (zusammen mit Gerhard Vogel)
- Leben nach der Uhr, Berlin 1987 (zusammen mit Gerhard Vogel)
- Überfall vor Mitternacht, Berlin 1989 (zusammen mit Gerhard Vogel)